# Sharpa Choejé Rinpoché
Sharpa Choejé Rinpoché (tibétain : ཤར་པ་ཆོས་རྗེ་རིན་པོ་ཆེ, Wylie : shar pa chos rje rin po che) de son nom Jetsun Lobsang Dorjee Pelsangpo (tibétain : རྗེ་བཙུན་བློ་བཟང་རྡོ་རྗེ་དཔལ་བཟང་པོ, Wylie : rje btsun blo bzang rdo rje dpal bzang po), né en 1937 à Markham Tsalo au Tibet oriental est un abbé du collège tantrique de Gyuto et le 105e ganden tripa, chef suprême de l'école Gelugpa du bouddhisme tibétain. 

## Biographie
Jetsun Lobsang Dorjee Pelsangpo est né en 1937 dans le district de Markham Tsalo dans le Kham, à l'est du Tibet. Sharpa Choejé Rinpoché entre au  monastère de Drépung Loseling à Lhassa à l'âge de sept ans pour étudier la philosophie bouddhiste et y prend les vœux de moine novice de Gyepa Khensur Rinpoché, un ancien abbé du monastère de Drepung Loseling. Avec plusieurs maîtres spirituels différents, tels que Sharchoe Tara Rinpoché et l'ancien abbé de Drepung Loseling Khensur Yeshe Thupten et d'autres, il étudie et pratique les enseignements monastique, de la logique (Du-ra) jusqu'à la perfection de la sagesse (Prajñaparamita). Il compléte sa formation avec d'autres enseignants dont l'ancien abbé de Loseling Pema Gyaltsen Rinpoché, Gyarong Khensur Rinpoché et le grand abbé de Shakur, Nyima Gyaltsen. Du ganden tripa et tuteur du dalaï-lama Ling Rinpoché, il reçoit l'ordination complète de moine bouddhiste.
Après le soulèvement tibétain de 1959, il suit le dalaï-lama en exil en Inde. Il poursuit ses études à Buxa Chogar puis au monastère rétabli de Drepung Loseling à Mundgod dans le sud de l'Inde, où il reçoit à la fin des années 1970 le diplôme de guéshé lharam, l'équivalent d'un doctorat en philosophie et le plus haut degré de formation au bouddhisme tibétain. 
En 1984, il est nommé maître spirituel (guéshé) de Gyuto. En 1993, il est nommé maître de discipline (geko). En 1996, il est nommé abbé adjoint (lama umzey) puis abbé du collège tantrique de Gyuto (shartsé chöjé) par le dalaï-lama. 
En 2003 et 2005, il est invité par le centre Gyuto Vajrayana de San José, en Californie, et le monastère Gyuto Wheel of Dharma à Minneapolis, dans le Minnesota, où il donne des enseignements et bénédictions. Il a aussi enseigné à l'université de Virginie, aux États-Unis, et à l'université de Venise, en Italie, en tant que professeur invité. Il est consultant en chef du comité de rédaction pour la traduction de Lam Rim Chen-mo de Je Tsongkhapa vers l'anglais au Centre d'apprentissage bouddhiste du New Jersey, aux États-Unis. Il a aussi été reçu au Drepung Loseling Institute of Texas: Tibetan Buddhist Temple and Meditation Center in Houston.
Jetsun Lobsang Dorjee Pelsangpo est intronisé sous le nom de Sharpa Choeje par le dalaï-lama en 2016.
A la fin de son mandat d'abbé, Sharpa Choeje Rinpoché réside au monastère de Drepung Loseling, où il enseigne et participe à la formation des moines en préparation au degré de guéshé.
Le 7 novembre 2024, le 14e dalaï-lama nomme Sharpa Choeje Rinpoché Jetsun Lobsang Dorjee Pelsangpo 105e ganden tripa, chef suprême de l'école Gelug du bouddhisme tibétain. La cérémonie d'intronisation est prévue pour le 9 novembre, Sharpa Choejé Rinpoché recevant des soins médicaux au Men-Tsee-Khang (Institut médical tibétain) à Bangalore.
Sharpa Choejé Rinpoché est l'auteur de livres et d'articles publiés dans plusieurs revues.